# Chiesa di San Jacopo (Gallicano)
La chiesa di San Jacopo è un edificio sacro che si trova in via Bertini a Gallicano.

## Storia e descrizione
Costruita probabilmente nel XII secolo è formata da un'unica navata conclusa da un'abside semicircolare occultata all'esterno dal basamento della torre e da altri edifici adiacenti. La facciata è decorata con un motivo ad arcatelle pensili. Il fianco sinistro dell'edificio conserva parte delle monofore originarie, oltre a un piccolo portale tamponato della stessa epoca.
L'interno a navata unica conserva opere d'arte di notevole valore: all'altare sinistro è una grandiosa pala realizzata dalla bottega di Andrea della Robbia, con la Madonna con Bambino incoronati da due angeli tra san Giuliano ospitaliere, san Benedetto abate, san Giuseppe e santa Caterina d'Alessandria. Nella lunetta è Dio Padre benedicente e nella lunetta Cristo in pietà. Alle estremità della predella, nei due stemmi gentilizi abrasi è stato riconosciuto il gallo presente nello stemma di Domenico Bertini, originario di Gallicano e probabile committente dell'opera.
In chiesa è anche un gruppo ligneo trecentesco raffigurante la Madonna con il Bambino, assegnabile ad un non identificato scultore lucchese influenzato da modelli francese ed un'altra sempre trecentesca di cultura pisana ed una statua in legno con la Madonna di Loreto ascrivibile al XVII secolo.
Nell'abside, che presenta la struttura romanica in pietra, una nicchia scolpita e parzialmente dorata ospita una grande statua lignea policroma di Sant'Jacopo, che colpisce per la finezza dell'intaglio e la resa sciolta e morbida del panneggio. La scultura è stata attribuita all'emiliano Giovanni Gerardo dalle Catene, di solito conosciuto come pittore, o ad uno scultore anonimo su suo disegno, ed è databile tra tra terzo e quarto decennio del Cinquecento. L'iscrizione alla base della nicchia che ricorda Alessandro Micheli, il rettore della chiesa, quale donatore, e riporta la data 1638, dovrebbe quindi riferirsi alla sola nicchia.